# Heins von Have
Heins von Have (* 1906 in Hamburg; † 1995 in Hamburg) war als Kaufmann in Batavia (Niederländisch-Indien) tätig. Dort wurde er nach Ausbruch des Zweiten Weltkrieges zunächst von den Niederländern interniert und vor der Landung der Japaner auf Java mit den anderen Deutschen von den Engländern nach Britisch-Indien und letztlich in das Internierungslager Dehradun nahe der nepalesischen Grenze gebracht. Dabei unternahm er zusammen mit dem Hamburger Hans Peter Hülsen einen ersten Fluchtversuch, indem sie aus einem fahrenden Zug sprangen. Sie wurden jedoch nach kurzer Zeit gefasst. Ein zweiter Fluchtversuch der beiden endete kurz vor dem Erreichen der burmesischen Grenze mit dem Tod Hülsens.

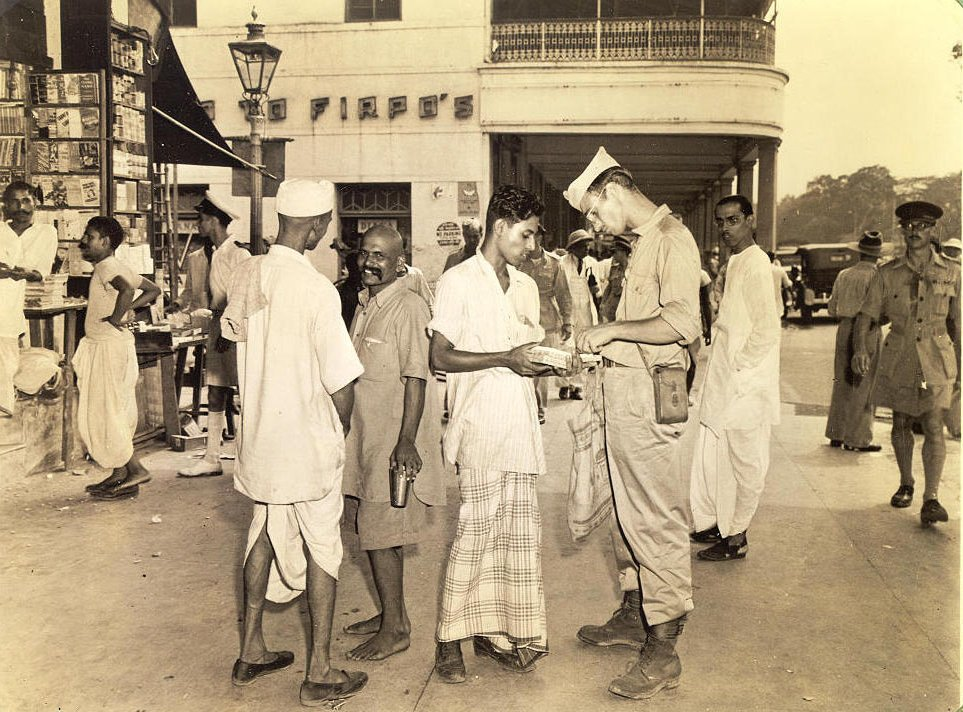
Firpo’s Restaurant 1945

Am 29. April 1944 gelang ihm schließlich mit sechs anderen Internierten die Flucht aus dem Lager Dehradun. Er und Rolf Magener verkleideten sich als britische Offiziere mit Stöckchen und Bauplänen unter dem Arm, die übrigen, darunter die bekannten Bergsteiger Peter Aufschnaiter und Heinrich Harrer, als einheimische Arbeiter mit Turban und Arbeitsgerät. So marschierten sie gemeinsam unbehelligt aus dem Tor des Lagers. Harrer ging mit Aufschnaiter nach Tibet und wurde dort ein Vertrauter des vierzehnten Dalai Lama Tendzin Gyatsho. Have und Magener dagegen fuhren mit dem Zug nach Kalkutta. Durch ihre sprachlichen Fähigkeiten und Kenntnisse der britischen Eigenheiten gelang es ihnen, dort eine Woche unbemerkt unterzukommen und in dem vom Amerikanern und Engländern besuchten Restaurant Firpo’s zu dinieren.
Ihre weitere Odyssee war der schwierigste Teil, da sie die Kampflinien in Burma passieren mussten. In der Verkleidung als schweizerische Geschäftsreisende ging es per Zug, Flussdampfer, Sampan und zu Fuß weiter, bis sie im Dschungel endlich auf eine japanische Patrouille trafen. Diese hielt die beiden aber für Spione und übergab sie der Kempeitai-Militärpolizei. Nach zwei Monaten in Rangun wurden sie im September 1944 nach Tokio ausgeflogen, wo sie in der deutschen Botschaft als Attachés Beschäftigung fanden.
Heins von Have war bis Ende 1981 Präsident des Ostasiatischen Vereins (OAV) in Hamburg. Außerdem gründete er die Heins von Have (Indonesia) GmbH, die heute noch existiert und ihren Sitz in Jakarta hat. Er hat drei Söhne Heino, Harro und Bodo von Have.